# Kunstkopf

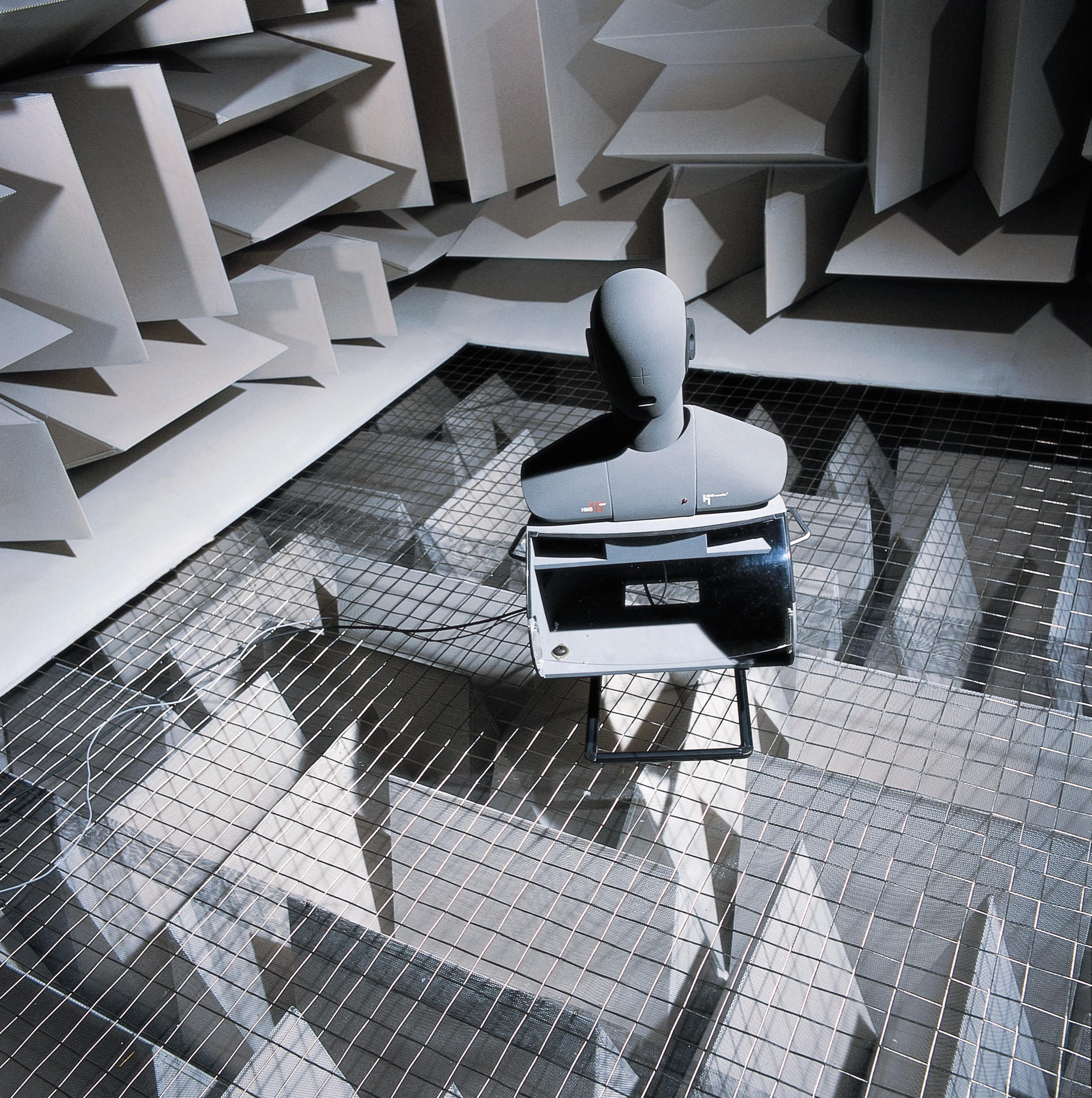
Kunstkopf mit im Inneren integrierten Mikrofonen, mit Ohrmuscheln und Schulterpartie doch ohne Gesichtsdetails, in einem reflexionsarmen Raum

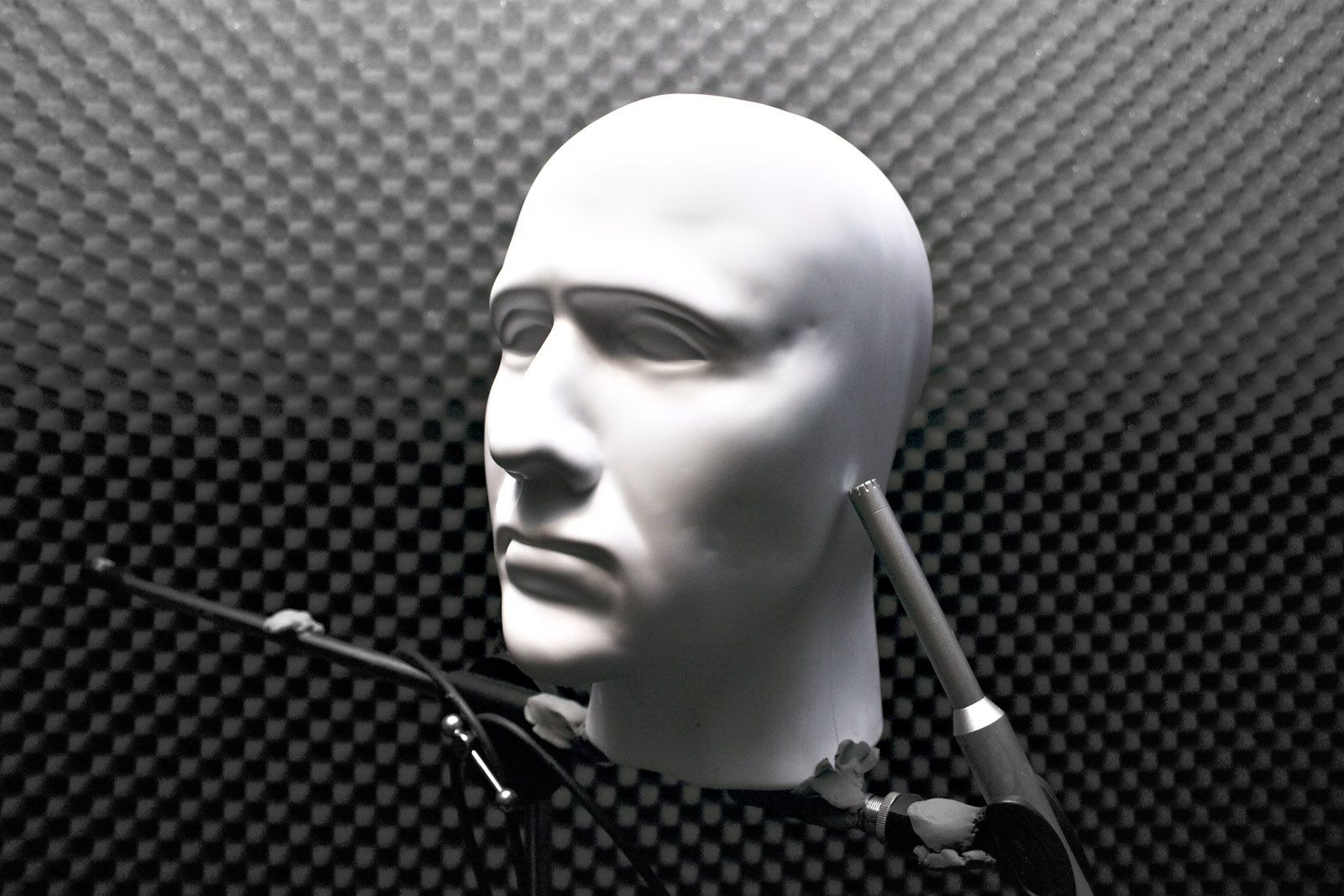
Kunstkopf ohne Ohrmuscheln, mit einem schräg von unten herangeführten externen Mikrofon

Mit dem Wort Kunstkopf oder englisch Dummy Head verbindet man eine spezielle Tonaufnahmetechnik – die „Kopfhörer-Stereofonie“ oder binaurale Tonaufnahme. Der Kunstkopf besteht aus einer Kopfnachbildung, in der an Stelle der Ohren je ein Mikrofon mit Kugelcharakteristik am Eingang der Gehörgänge mit der Nachbildung der Ohrmuscheln angebracht ist. Durch die abschattende Wirkung des Kopfes und die für das Gehör auswertbaren Gangunterschiede zwischen den beiden Mikrofonpositionen können Aufnahmen gemacht werden, die durch die so aufgenommenen interauralen Signaldifferenzen, also die Ohrsignale, bei der Wiedergabe über Kopfhörer eine recht gute Richtungslokalisation der Schallereignisse vermitteln. Die Rechts-links-Lokalisation geschieht sicher, Oben-unten- und Vorne-hinten-Unterscheidungen sind dagegen schwieriger. Die direkte Vorne-Lokalisation scheint immer in einem bestimmten Winkel nach oben verschoben. Kunstköpfe können laut Physikalisch-Technischer Bundesanstalt auch zur Messung der Belastung der Ohren durch Kopfhörer und anderer „ohrnahen Schallquellen“ eingesetzt werden.

## Wiedergabe
Kunstkopfaufnahmen mit freifeldentzerrtem Kunstkopf sind ausschließlich zur Wiedergabe über Kopfhörer geeignet. Bei einer Lautsprecherwiedergabe wirken sie verfärbt, eng und unnatürlich, denn interaurale Signaldifferenzen (Ohrsignale) sind grundverschieden von Interchannel-Signaldifferenzen (Stereo-Lautsprechersignale). Interaurale Signaldifferenzen entstehen bereits bei der Aufnahme und werden bei der Lautsprecherwiedergabe mit den hier entstehenden interauralen Signaldifferenzen gemischt, was zu Frequenz- und Lokalisationsproblemen führt. Nur wenn interaurale Signalfrequenzen beim Abhören einer Aufnahme vermieden werden, indem ein Kopfhörer verwendet wird, kann die Kunstkopfaufnahme ihrem Zweck gerecht werden. Auch die Lautsprechertauglichkeit bei diffusfeldentzerrtem Kunstkopf ist umstritten.
Neben Kunstköpfen sind auch Kugelflächenmikrofon, Kopfbügelmikrofon, und Jecklin-Scheibe für binaurale Aufzeichnungen geeignet.
Beim nicht mehr produzierten Kopfbügelmikrofon Sennheiser MKE-2002 sind die Mikrofone in zwei externen Bügeln untergebracht, die in die Ohren einer Person oder bei einem mitgelieferten künstlichen Kopf (MZK 2002) am Ohr-Referenz-Punkt (ear reference point) in nachgebildete Ohrmuscheln gehängt werden. Ein Mikrofon, das ähnlich arbeitet und wie ein Walkman-Kopfhörer im Ohr getragen wird, ist das Originalkopfmikrofon (OKM) der Firma Soundman.

## Geschichte
- 1925 wurde das erste Patent für binaurale Tonübertragung angemeldet und 1927 erteilt; es beinhaltete die Grundlagen zum späteren Kunstkopf von Harvey Fletcher (General Electric) aus dem Jahre 1933.[3] Bei der auf den Namen „Oscar“ getauften Figur mit Jackett und dem Gesicht einer Schaufensterpuppe handelt es sich um den ersten funktionstüchtigen Kunstkopf, von dem Abbildungen erhalten sind.[4]
- 1927 wurde das erste Patent für binaurale Tonaufnahmen eingereicht und 1932 erteilt. Es beruhte auf der Idee kopfbezogener Stereophonie.[5]
- Bereits 1930 erfolgten Experimente zur binauralen Phasendifferenz und Amplitudendifferenz an einem Wachsmodell eines menschlichen Kopfes.[6]
- Der erste öffentlich präsentierte Kunstkopf war der von General Electric in Chicago 1933.[7]
- Weiter entwickelt wurde die Kunstkopftechnik in den Niederlanden seit 1939 durch die Philips-Arbeitsgruppe um De Boer.[8][9][10]
- Am 15. Juni 1946 soll es eine Stereo-Versuchssendung von Radio Nederland gegeben haben.[11] Die beiden Kanäle wurden über getrennte Mittelwellensender ausgestrahlt. Zum Empfang benötigte man zwei unabhängige Empfänger. Die Aufnahme erfolgte offenbar mit einem Kunstkopf-Mikrofon.
- Spätere wissenschaftliche Untersuchungen an und mit Kunstköpfen bezogen sich vorwiegend auf das Richtungshören und auf medizinische Fragestellungen, wiederum später auf raumakustische Probleme.[12][13][14][15][16][17][18]
- Die breitere Öffentlichkeit erreichte eine ähnliche Technik aber erst ab 1963 als Charlin’sches Trennkörperverfahren in Frankreich[19] und später, als eigentliche Kunstkopfstereofonie, in Deutschland, nach Vorarbeiten der Universität Göttingen[20] und der Technischen Universität Berlin,[21][22] schließlich im Jahre 1973 durch die ersten Rundfunksendungen in Kunstkopfstereofonie.
- Anfang der 70er-Jahre entwickelten die bundesdeutschen Firmen Georg Neumann und Sennheiser sowie die österreichische AKG Mikrofone für kopfbezogene Stereofonie (Neumann KU 80, Sennheiser MKE 2002, AKG D99c "Harry").
- Die Firma Georg Neumann produziert weiterhin einen Kunstkopf für Tonaufnahmen (KU-100). Weitgehend für messtechnische und akustische Zwecke in Wissenschaft und Industrie werden Kunstköpfe auch von den Firmen HEAD acoustics, Aachen (Aachen Head), G.R.A.S.-Tippkemper, Oelde-Stromberg (Kemar Manikin) sowie Brüel & Kjær, Dänemark (Hochfrequenz-HATS) produziert bzw. vertrieben.

## Hörspiel in Kunstkopf-Stereofonie
- 1973 wurde in einer Koproduktion von RIAS, BR und WDR  in der  BRD das erste Hörspiel in Kunstkopf-Stereofonie mit dem Titel „Demolition“ (The demolished man), nach dem Krimi-Roman von Alfred Bester, inszeniert und im Rahmen der Funkausstellung 1973 in Berlin urgesendet. Regie führten Ulrich Gerhardt, Klaus Krüger, Hans-Ulrich Minke, Friedrich Scholz und Ursula Starck.
- 1973 entwickelte das Hörspiel der DDR sein erstes Kunstkopf-Stereophonie-Hörspiel mit dem Titel Blues, verfasst war es von Ernst Bruun Olsen und mit Musik von Wolfgang Preissler. Es wurde in den Hörspielstudios des Rundfunks der DDR produziert und im Januar 1974 in Ostdeutschland ausgestrahlt. Regie führte Albrecht Surkau.
- 2023 produzierte das SRF das als 3D-Arrangement von der deutschen Regisseurin Evelyn Dörr inszenierte und als Kunstkopf-Stereophonie  aufgenommene Hörspiel Schlangenritual, Untertext. Eine Indianersinfonie. Das Hörspiel wurde im August 2023 auf Radio SRF 2 urgesendet. Im sinfonisch angelegten, komplex gestalteten, 3D-Arrangement wurden zahlreiche historische O-Töne verwendet.

## Tonträger in Kunstkopf-Stereofonie
- Auf der LP/CD Tales of Mystery and Imagination von Alan Parsons Project wurde im Titel The Fall of the House of Usher das Gewitter in Kunstkopf-Technik aufgenommen.
- Edgar Froese: Aqua, LP 1974
- Hanns Dieter Hüsch: Nachtvorstellung, in Kunstkopftechnik 1974 im Hamburger Schauspielhaus aufgenommen, Intercord, Doppel-LP
- Erforschung von Simeon 2. / Windmills of your mind. Utopisches Kunstkopf-Hörspiel, Sennheiser, LP-Single, 1975
- Can: Flow Motion, LP 1976
- Jane: Fire, Water, Earth & Air, LP 1976
- Harlis: Night meets the day, Sky Records 1977, Neuauflage: Sireena Records 2009
- Godley & Creme: Consequences, 3-LP 1977
- Lou Reed: The Bells, LP 1979
- Pink Floyd: The Final Cut, LP 1983 (Alle Geräusche in KK-Stereofonie)
- Megabyte: Go For It!, CD 1990 (IC 710.106) Track 4 & 7
- delta-acoustic-Sampler: kunstkopf-dimensionen, LP 10-130-1
- Code III: Planet of Man, delta-acoustic LP 25-125-1
- Seedog: We hope to see you, delta-acoustic LP 25-126-1
- Kopfsongs: Folklore, delta-acoustic LP 25-127-1
- Golem: Golem, delta-acoustic LP 25-128-1
- alte Musik-Sampler: Kostproben, delta-acoustic LP 25-129-1
- Audiostax: Die Raumklang-CD, CD 1987, Aufnahmebeispiele mit diffusfeldentzerrtem Kunstkopf. Stakkato Spezial, CD 1989, Hörtest-Beispiele in Kunstkopfstereophonie. Auch die CDs Stakkato und Stakkato 2 aus den Jahren 1981 und 1988 enthalten Kunstkopf- sowie kunstkopfähnliche Aufnahmen. Alle CDs wurden von der Zeitschrift Audio vertrieben und stellen Sampler verschiedener Hörbeispiele dar.
- der Biologe Walter Tilgner hat – beginnend mit Waldkonzert (1985) – eine Reihe von CDs mit sogenannten Naturhörbildern in Kunstkopf-Stereofonie veröffentlicht
- Don Haworth: An einem Tag im Sommer in einem Garten, Hörspiel mit Wolfgang Brunecker, Kurt Böwe und Renate Pick, Regie: Albrecht Surkau, Prod.: Rundfunk der DDR, 1981, als Hörbuch-CD beim Verlag Hörzeichen ISBN 3-934492-01-0
- das Label friends of green sonic veröffentlicht Musikproduktionen in der neuen Kunstkopftechnologie PANTOFONIE®. Duo Seraphim, A RENAISSANCE JOURNEY (2015), CD 1428, HRA 1428 (44,1kHz/24-Bit-Aufnahme).
- das Label Cybele Records veröffentlicht aktuelle Produktionen sowohl in Stereo- und Surround-Technik als auch in kopfbezogener 3D-Aufnahmetechnik.
- Karlheinz Essl mit Erwin Uhrmann et al.: K.O.P.F. - Kartographisch Orientierte Passagen Fragmente. Kunstkopf-Hörbuch, Limbus 2021. ISBN 978-3-99039-214-0